# Henry Bence Jones
Henry Bence Jones (31 de desembre de 1813 - 20 d'abril de 1873), va ser un metge i químic anglès, nascut a Thorington Hall, Suffolk, fill d'un oficial de la Guàrdia de Dragons.
Va ser educat a Harrow i en el Trinity College de Cambridge. Posteriorment va estudiar medicina a l'Hospital St. George, i química en el University College de Londres. El 1841 se'n va anar a la Universitat de Giessen a Alemanya per treballar amb Justus von Liebig.
A més de convertir-se en membre i posteriorment censor sènior del Real col·legi de metges, i membre de la Royal Society, va exercir el càrrec de secretari de la Royal Institution durant molts anys. En 1846 va ser nomenat facultatiu de l'Hospital St George. Va morir a Londres el 20 d'abril de 1853.
Bence Jones va ser una reconeguda autoritat en malalties de l'estómac i els ronyons. Va escriure, a més de diversos llibres científics, diversos articles en publicacions científiques, com The Life and Letters of Faraday (1870). És especialment reconegut per la troballa d'una proteïna descoberta en l'orina de pacients de determinades malalties hematològiques i que porta el seu nom en honor del seu descobridor.